# NGC 2500
NGC 2500 је спирална галаксија у сазвежђу Рис која се налази на NGC листи објеката дубоког неба.
Деклинација објекта је + 50° 44' 12" а ректасцензија 8h 1m 53,0s. Привидна величина (магнитуда) објекта NGC 2500 износи 11,5 а фотографска магнитуда 12,2. Налази се на удаљености од 10,1000 милиона парсека од Сунца. NGC 2500 је још познат и под ознакама UGC 4165, MCG 9-13-110, CGCG 262-62, KARA 224, IRAS 07581+5052, PGC 22525.